# Draco ornatus
Draco ornatus är en ödleart som beskrevs av  Gray 1845. Draco ornatus ingår i släktet flygdrakar, och familjen agamer. Inga underarter finns listade i Catalogue of Life. Artepitet i det vetenskapliga namnet är det latinska ordet för "med mönster".
Denna flygdrake förekommer i centrala och södra Filippinerna. Den lever i kulliga regioner mellan 200 och 800 meter över havet. Exemplaren vistas i skogar och i trädodlingar. De kan anpassa sig till förändrade skogar. Honor lägger ägg.
Beståndet hotas regionalt av skogsröjningar. Hela populationen bedöms som stabil. IUCN kategoriserar arten globalt som livskraftig.